# Antoni Stawarz

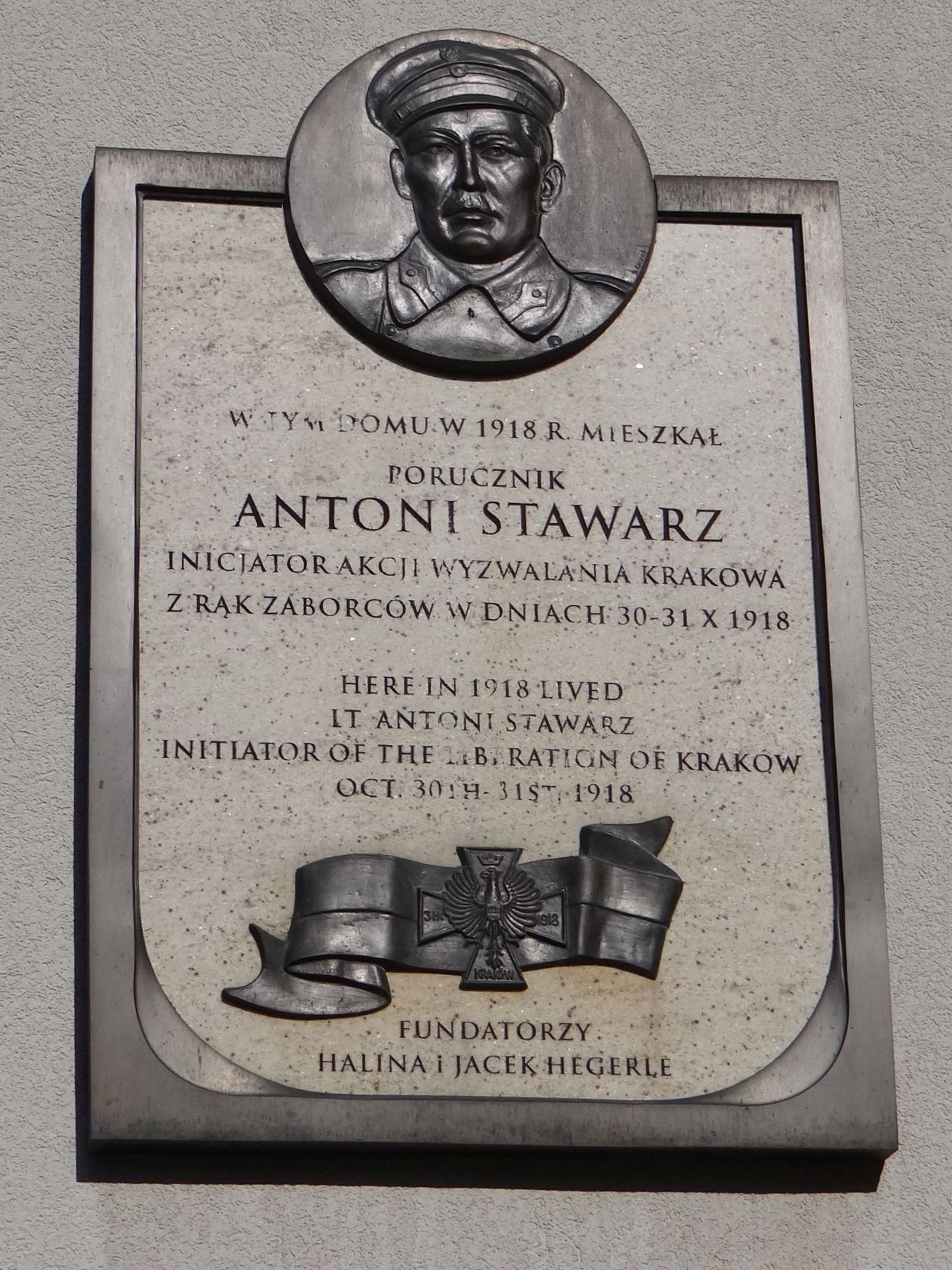
Tablica upamiętniająca A. Stawarza

Antoni Józef Stawarz (ur. 4 stycznia 1889 w Tuchowie, zm. 19 maja 1955 w Krakowie) – kapitan piechoty Wojska Polskiego, organizator oswobodzenia Krakowa w 1918.

## Życiorys
Syn Tadeusza Stawarza, ślusarza kolejowego i Genowefy z domu Gonciarz. Wychowywał się w Bieczu. Po ukończeniu szkoły powszechnej kontynuował naukę w gimnazjum w Nowym Sączu, gdzie w 1910 roku otrzymał świadectwo dojrzałości. Po maturze odbył służbę wojskową jako jednoroczny ochotnik w c.k. 7 pułku piechoty w Grazu, gdzie ukończył szkołę oficerską i złożył egzamin oficerski. Po przeniesieniu do rezerwy studiował prawo na Wydziale Prawa Uniwersytetu Jagiellońskiego w Krakowie (1912–1914). W latach 1914–1916 walczył w szeregach 57 Pułku Piechoty na froncie serbskim. W 1916 awansowany na podporucznika i skierowany na front włoski. Od 1917 porucznik.
W styczniu wraz z Józefem Badziochem założył w Krakowie Polską Organizację Dywersyjną. Od czerwca 1918 komendant plutonu przy batalionie 93 Pułku Piechoty w Krakowie, prowadził patriotyczną agitację wśród żołnierzy polskich.
Na tajnym spotkaniu w dniu 30 października 1918 obwieścił obecnym początek powstania w Twierdzy Kraków, a następnie przy pomocy zebranych kolejarzy rozesłał depeszę do najważniejszych placówek kolejowych w Galicji. Depesza ta obwieszczała prowincji informację o udanej rewolucji w Krakowie. Kolejarze mieli polecenie kierować pociągi z austriackimi żołnierzami do stacji Kraków – Płaszów.
31 października 1918 wczesnym rankiem oddziały Stawarza zajęły dworzec w Płaszowie, bez jednego wystrzału rozbrajano żołnierzy austriackich z pomocą harcerzy prokocimskich, a następnie zajęto koszary w Podgórzu. W tryumfalnym pochodzie żołnierze przeszli do Rynku Głównego w Krakowie. Wydarzenia tego dnia można uznać za początek niepodległości Polski. Po podporządkowaniu się rozkazom Bolesława Roi zajął opuszczone przez Austriaków obiekty wojskowe w Krakowie. Awansowany na kapitana (1 listopada 1918).
Od końca listopada 1918 brał udział w walkach z Ukraińcami o Lwów, następnie – po sformowaniu ochotniczego batalionu z ziemi tarnowskiej – wziął udział w walkach o Przemyśl (marzec 1919).
W latach 1920–1921 służył w żandarmerii wojskowej, także podczas walk z Sowietami. W marcu 1920 roku został przeniesiony z Kierownictwa Organizacji Żandarmerii w Warszawie do Dywizjonu Żandarmerii Nr 9 w Grodnie. 3 maja 1922 roku został zweryfikowany w stopniu kapitana ze starszeństwem z 1 czerwca 1919 roku i 427. lokatą w korpusie oficerów piechoty.
Podczas przewrotu majowego opowiedział się po stronie rządowej. W 1928 roku pełnił służbę w 78 Pułku Piechoty w Baranowiczach. Z dniem 30 września 1929 roku został przeniesiony w stan spoczynku. W 1934 roku, jako oficer stanu spoczynku piechoty, pozostawał w ewidencji Powiatowej Komendy Uzupełnień w Kraków Miasto. Posiadał przydział do Oficerskiej Kadry Okręgowej Nr V. Był wówczas „przewidziany do użycia w czasie wojny”.
W latach 30. pracownik krakowskiego magistratu. W okresie okupacji niemieckiej działał w konspiracji. Po zakończeniu wojny pracował m.in. w towarzystwach ubezpieczeniowych. Pochowany został na cmentarzu Rakowickim (kwatera LXV-11-39).
Żonaty z Marią z Torońskich, miał syna Włodzimierza (1922–1940) oraz dwie córki – Wandę (1920–1994) zamężną Dunikowską i Janinę (1923–1998) zamężną Huk.

## Ordery i odznaczenia
- Srebrny Krzyż Zasługi (15 września 1937)[7]
- odznaczenia austriackie